# Tyler Hoechlin
Tyler Lee Hoechlin [ˈhɛklɪn], född 11 september 1987 i Corona, Kalifornien, är en amerikansk skådespelare. Han fick sitt genombrott i filmen Road to Perdition. Han är mest känd för sin roll som varulven Derek Hale i TV-serien Teen Wolf och som Martin Brewer i Sjunde himlen .

## Bakgrund
Hoechlin föddes i Corona, Kalifornien, till Lori och Don Hoechlin. Han har två bröder, Tanner och Travis, och en syster, Carrie. Hoechlin började spela baseboll vid sju års ålder och han spelade för Arizona State University och Battle Creek Bombers i Northwoods League. Under 2008 spelade han infield för UC Irvine Anteaters.
Han började agera vid nio års ålder. Hans prestation som Tom Hanks son Michael Sullivan Jr. i Road to Perdition ledde till att han fick rollen som Martin Brewer i TV-serien Sjunde himlen 2003.

## Filmografi

### Film
| År   | Titel                  | Roll                 | Noteringar |
| ---- | ---------------------- | -------------------- | --- |
| 1999 | Family Tree            | Jeff Jo              | |
| 2001 | Train Quest            | Billy                | |
| 2002 | Road to Perdition      | Michael Sullivan Jr. | Phoenix Film Critics Society Award för Best Youth Performance (2002) Saturn Award för Best Performance by a Younger Actor (2002) Young Artist Award för Best Youth Actor Leading Role in a Motion Picture Drama (2003) Nominerad – Broadcast Film Critics Association Award för Best Young Performer (2002) Nominerad – Phoenix Film Critics Society Award för Best Newcomer |
| 2007 | Grizzly Rage           | Wes Harding          | |
| 2008 | Solstice               | Nick                 | |
| 2011 | Open Gate              | Kaleb                | |
| 2011 | Hall Pass              | Gerry                | |
| 2012 | Melvin Smarty          | Ricky Hershey        | |
| 2013 | The Sticks             | Clark Russell        | TV-film |
| 2019 | Can You Keep a Secret? | Jack Harper          | |

### TV
| År         | Titel           | Roll          | Noteringar                     |
| ---------- | --------------- | ------------- | ------------------------------ |
| 2003–2007  | Sjunde himlen   | Martin Brewer | 62 avsnitt                     |
| 2007       | CSI: Miami      | Shawn Hodges  | Avsnitt 6.06 "Sunblock"        |
| 2009       | My Boys         | Owen Scott    | Avsnitt 3.09 "Spring Training" |
| 2009       | Castle          | Dylan Fulton  | Avsnitt 2.04 "Fool Me Once..." |
| 2009       | Lincoln Heights | Tad           | 2 avsnitt                      |
| 2011–2017  | Teen Wolf       | Derek Hale    | Huvudroll                      |
| 2016-2021  | Supergirl       | Superman      | Gästroll                       |
| 2020-nutid | Superman & Lois | Superman      | Huvudroll                      |